# Simulium fontanum
Simulium fontanum es una especie de insecto del género Simulium, familia Simuliidae, orden Diptera.
Fue descrita científicamente por Terteryan, 1952.